# Acalypha caperonioides
Acalypha caperonioides är en törelväxtart som beskrevs av Henri Ernest Baillon. Acalypha caperonioides ingår i släktet akalyfor, och familjen törelväxter. Inga underarter finns listade i Catalogue of Life.